# Relax (groupe allemand)
Pour les articles homonymes, voir Relax.
Relax est un groupe allemand de schlager.

## Biographie
Le groupe se forme en 1981. Auparavant Peter Volkmann (batterie) et Klaus Scheldt (basse) avec Dieter Klier (clavier) et Peter Näder (guitare, chant) formaient le groupe SPY qui faisait du rock en anglais. Après le départ de Peter Näder, le style de musique change.
En 1982, Relax comprend Peter Volkmann au chant, Klaus Scheldt à la basse et Dieter Klier aux claviers. Il sort le single Radio hör’n, un rock en bavarois. Immédiatement après les premières apparitions du trio, il est soutenu par Claus Mathias-Clamath à la guitare et Ernst "Örnie" Singerl à la batterie. Il obtient son premier succès avec le titre Weil i di mog.
En 1983, Relax fait la tournée allemande Levi’s Rock Festival ’83 en compagnie de Hubert Kah, Markus et Nena.
En 1984, le groupe participe au concours de sélection pour le concours Eurovision de la chanson avec la chanteuse Cosi (alias Ingrid Hafner. Oh, i woaß net (ob das guat geht) atteint la 9e place. Peu après, Dieter Klier part et est remplacé par Felix Weber.
Après une pause créative, l'album Ich schenk dir mein Herz sort en 1986. Puis Klaus Scheldt et Felix Weber quittent le groupe, Peter Näder revient. Claus Mathias se produit uniquement en tant que compositeur et musicien de scène, car il travaille également en tant que compositeur et producteur pour d'autres artistes.
En 1992, Relax participe de nouveau au concours de sélection pour le concours Eurovision de la chanson. Blue farewell river ne reçoit aucun point des trois membres du jury et prend la 4e place.
En 1993, le label Koch publie l'album Ganz relaxed. Le groupe est redevenu un trio avec le départ de Singerl, le batteur. Le style musical tend clairement vers le volkstümlichen schlager. En 1996, le groupe se sépare.
En 2006, à l'occasion des 25 ans du groupe, Claus Mathias sort l'album Lebensg’fühl qui regroupe les grands succès du groupe. Il s'entoure de nouveaux musiciens pour des concerts, mais le succès n'est plus là comme avant après un an.
En 2009, Peter Volkmann fait retour avec d'autres musiciens et publie l'album Immer sche relaxed bleim als Relax.

## Source de la traduction
- (de) Cet article est partiellement ou en totalité issu de l’article de Wikipédia en allemand intitulé « Relax (deutsche Band) » (voir la liste des auteurs).